# محمدعلی امیرجاهد
محمدعلی امیرجاهد (زادهٔ ۱۲۷۵ در تهران – درگذشتهٔ ۱۳۵۶ در تهران) شاعر و تصنیف‌ساز بود.
اشعارش بیشتر مضامین میهنی، اجتماعی، عشقی، سیاسی و فلسفی داشت. وی بیش از یکصد سرود و تصنیف ساخته‌است و دو جلد کتاب دارد که جلد اول آن دیوان امیرجاهد در سال ۱۳۳۳ با نت آهنگ‌هایش به چاپ رسیده‌است و جلد دوم آن نیز در مرداد ۱۳۴۹ چاپ و انتشار یافت. دختر وی مهین امیر جاهد، همسر محمد معین بود و مهدخت معین، نوه دختری او است.
در طول تمامی دوران زندگی اش و با آثار فراوانی که تاکنون از وی بر جای مانده، تمامی تصانیف شعر و آهنگ خود او است به جز ترانهٔ «ای نوع بشر» و «تا جوانان ایران» که شعر توسط وی ساخته شده و آهنگ در بیات اصفهان ساختهٔ علی‌اکبر شهنازی است.

## زندگی‌نامه
محمدعلی فرزند عباس‌قلی، در سال ۱۲۷۵ ه‍. خ در تهران متولد شد. او که نخستین فرزند خانواده بود، تحصیلات ابتدایی را در مکتب‌خانه شمس در گذر شیخ صفی‌الدین و مدرسه علمیه در خیابان شنی گذراند و برای تکمیل تحصیلات به دارالفنون رفت و در همین حال تا آغاز جنگ جهانی اول در روزنامه رسمی و جراید آن زمان به کار خبرنگاری و خدمات مطبوعاتی اشتغال داشت و شعر و تصنیف‌های شورانگیز، با تخلُص «جاهد» می‌ساخت. او پس از کودتای ۱۲۹۹ به خدمت مجلس شورای ملی درآمد. در سال ۱۳۰۲ بر اثر شهرت تصنیف‌ها و شعرهایش، احمدشاه قاجار از وی دعوت کرد و کلمهٔ «امیر» را به تخلص و نام خانوادگی او افزود و از آن پس با نام «امیر جاهد» شناخته شد.
وی در سال ۱۳۰۵ به انتشار سال‌نامه پارس پرداخت که انتشار آن ۲۸ سال ادامه یافت. امیرجاهد در سفری که به غرب ایران داشت توسط نیروهای قزاق روسیه دستگیر و پس از مدتی آزاد شد. او در سال ۱۳۳۰ از مجلس شورای ملی بازنشسته شد و از سوی وزیر فرهنگ و هنر، مهرداد پهلبد، به عنوان دبیر «انجمن اشاعه و اعتلای موسیقی» منصوب شد و هنرستان آزاد موسیقی ملی (هنرستان شبانه موسیقی) را تشکیل داد و چندسال نیز مسئولیت هنرستان را برعهده داشت.
در سال ۱۳۰۸ تصنیف‌های او با صدای قمرالملوک وزیری و تار ارسلان درگاهی و مرتضی نی‌داوود بر روی صفحات ۷۸ دور ضبط شد. این آثار شامل تصنیف‌هایی در دشتی (کشور دل)، شور (جان من)، سه‌گاه (امان از این دل)، ماهور (به گردش فروردین)، به یاد درویش‌خان افشاری (در بهار امید) (در ملک ایران)، ماهور چهارگاه (هزاردستان به چمن)، ابوعطا (امان ز هجر رخ یار)، بیات ترک (بهار است و هنگام گشت) و شور (نرگس مست) است.
در سال ۱۳۸۸ فیلم مستندی با نام «هزار داستان امیرجاهد» ، دربارهٔ‌زندگی و آثار امیرجاهد، به کارگردانی «منوچهر مشیری» ساخته شد.

## درگذشت
محمدعلی امیرجاهد در سال ۱۳۵۶ در سن ۸۱ سالگی در تهران درگذشت.

## آثار
سرودها، تصنیف‌ها و قطعات بی‌کلام محمدعلی امیرجاهد، نگاشته شده در «جلد دوم دیوان امیرجاهد» عبارتند از:
- «سرود تاجگذاری» با مطلع «شد تاج کیان زیب اورنگ شاهی»
- «اولین سرود کاروان شادی ایران» با مطلع «بر افق خورشید بخت پهلوی سر زد» ۲۵ اسفند ۱۳۱۲ ه‍. خ، برندهٔ جایزهٔ کاروان
- «سرود صبح» در دستگاه ماهور، با مطلع «ای نظامیان زد سپیده‌دم خیزید ز خواب»
- «سرود فرحیهٔ دختران» در دستگاه همایون، با مطلع «ز جان نبری ثمری غیر علم»
- «سرود پرچم پیش‌آهنگی ایران» با مطلع «ای درفش ظفربخش کاویان»
- «هان ای ایران» (سرود مخصوص فوج نادری) با مطلع «هان ای ایران ای مهد نوشیروان و سیروس و جمشید»
- «ایران بر پر از گهر» با مطلع «ایران ایران بر پر از گهر»
- «در جنگ سمیتقو» با مطلع «چه به ازاین سعادت ای ایرانیان»
- «دانش گوهر آدمیت است»
- «جان من» در دستگاه شور، با مطلع «جان من گفتمت جان من و جان تو»
- «پیمان عشق» در آواز بیات اصفهان، دستگاه شور و همایون، با مطلع «پیمان عشق، پیمان عشق، پیوند جان، درمان عشق»
- «پرتو جان» با مطلع «پرتو جان، دارم از آن، زنده‌ام از، پرتو جان»
- «ز جفای دشمنان» با مطلع «تو پادشاهی ای مه من»
- «ایران پاینده باد» با مطلع «ایران ایران پاینده باد»
- «در ملک ایران» در آواز دشتی، با مطلع «در ملک ایران وین مهد شیران تا چند و تا کی افتان و خیزان»
- «منه بدل عقده کین» در آواز ابوعطا، با مطلع «منه بدل عقده کین، کمین دل‌ها منشین»
- «تا جوانان ایران» به آهنگسازی علی‌اکبر شهنازی، در دستگاه ماهور، با مطلع «تا جوانان ایران، زجان و دل نکوشند»
- «ای نوع بشر» به آهنگسازی علی‌اکبر شهنازی، در آواز بیات اصفهان، با مطلع «ای نوع بشر، تا کی به ابناء بشر»
- «ای نظامیان روز غیرت است» در بیات اصفهان
- «جان و دل» در دستگاه ماهور، با مطلع «جان و دل به فرمان وطن گر جانی هست»
- «کشور دل» در دستگاه ماهور، با مطلع «کشور دل شد چو گیسویت پریشان»
- «نالهٔ عشاق» در آواز بیات اصفهان با مطلع «نالهٔ عشاق بهر انفس و آفاق»
- «پریوش» در آواز بیات اصفهان، با مطلع «پریوش تو چه با ما کردی»
- «ابر بهار» در دستگاه سه‌گاه، با مطلع «حال که ابر بهار گل می‌بارد»
- «شعله و پروانه» در آواز بیات ترک، با مطلع «شعله ز پروانه که پروا نکند»
- «داد از دل من» در دستگاه ماهور، با مطلع «داد ار دل که آتش زده بر جان»
- «جمال زن» در آواز بیات ترک، با مطلع «مظهر صنع خدا جلوه‌گر این‌جاست»
- «نوجوانان» در آواز بیات اصفهان، با مطلع «نوجوانان همه با عشق و ایمان»
- «فصل بهار و هجر یار» در دستگاه همایون، با مطلع «فصل بهار و هجر یار، ای یار کجا گیرم قرار»
- «به‌تار آن زلف سیه» در آواز دشتی، با مطلع «به‌تار آن زلف سیه، که از بناگوش تو مه»
- «به اهل دل» در دستگاه سه‌گاه، با مطلع «به اهل دل می‌توان دل بستن»
- «صاحب‌دل» در آواز افشاری، با مطلع «صاحب‌دلی جو که حال دل بداند»
- «ترانهٔ جان من» در دستگاه شور، با مطلع «جان من گفتمت جان من و جان تو»
- «امان از این دل» در دستگاه سه‌گاه، با مطلع «امان از این دل که داد»
- «بسته شد جانم» در دستگاه سه‌گاه، با مطلع «بسته شد جانم به گیسوی دلاویزش»
- «به گردش فروردین» در دستگاه ماهور، با مطلع «به گردش فروردین، بیا به گلزار و ببین»
- «در بهار امید» در آواز افشاری، با مطلع «در بهار امید باید آنچه روئید»
- «در گلستان» در دستگاه شور، با مطلع «در گلستان، گلعذاران، برکشند از دل فریاد مستان»
- «هزاردستان به چمن» در دستگاه چهارگاه، با مطلع «هزاردستان به چمن، دوباره آمد به سخن»
- «عشق با عقل و خرد» در دستگاه چهارگاه، با مطلع «عشق با عقل و خرد گر نستیزد»
- «سعادت جاودانی» در دستگاه همایون، با مطلع «سعادت جاودانی گرت آرزو است»
- «امان ز هجر» در آواز ابوعطا، با مطلع «امان ز هجر رخ یار»
- «چه کنم از فراق» در دستگاه سه‌گاه، با مطلع «چه کنم از فراقت ای نگارم»
- «بدل خونین» در دستگاه چهارگاه، با مطلع «با دل خونین، عشق فروردین»
- «جان منی» در دستگاه چهارگاه، با مطلع «گفتمت که تو جان منی»
- «عاشق» در آواز بیات ترک، با مطلع «عاشق برگیرد معشوق سر گیرد»
- «ساقیا بده» در دستگاه ماهور، با مطلع «ساقیا بده ساغری مرا لاله‌گون و لبریز»
- «بلبل شوریده» در آواز بیات ترک، با مطلع «بلبل شوریده تو از تازه گل بهاری»
- بهار آمد و خوش» در آواز دشتی، با مطلع «بهار آمد و خوش فصل شکار است»
- «طرهٔ گیسویت» در آواز بیات ترک، با مطلع «بینم بریده طرهٔ گیسویت»
- «امان از این عشوه‌گران» در دستگاه نوا، با مطلع «امان از این عشوه‌گران، فغات از این بی‌خبران»
- «شهد وصال» در دستگاه شور، با مطلع «شهد وصالت جانا قوت جانم بود»
- «بهار و هنگام گشت» در آواز بیات ترک، با مطلع «بهار است و هنگام گشت به هر باغ و صحرا و دشت»
- «نرگس مست» در دستگاه شور، با مطلع «تا من آن نرگس مست تو دیدم»
- «دبستان و گلستان» در دستگاه ماهور، با مطلع «ایران ایران کشور ماست ایران جان و پیکر ماست»
- قطعهٔ بی‌کلام «رقص پروانه»
- قطعهٔ بی‌کلام «اصفهان» (۱)
- قطعهٔ بی‌کلام «اصفهان» (۲)
- قطعهٔ بی‌کلام «اصفهان» (۳)
- قطعهٔ بی‌کلام «شور» (۱)
- قطعهٔ بی‌کلام «شور» (۲)
- قطعهٔ بی‌کلام «ترک»
- قطعهٔ بی‌کلام «ماهور»
- قطعهٔ بی‌کلام «دشتی»
- قطعهٔ بی‌کلام «نی‌داوود همایون»
- «آهنگ‌های پیِس فرشته» (دشتی، ماهور، حجاز، همایون، ابوعطا، سه‌گاه، زابل، دلکش، ترک، شکسته ترک، گبری، اصفهان)